# Lotus 49C
Chronologie des modèles (1970)
Lotus 63 Lotus 72A
La Lotus 49C est une Formule 1 de l'écurie Team Lotus, conçue par Colin Chapman et Maurice Philippe qui a couru neuf Grands Prix en championnat du monde en 1970.
La dernière version de la Lotus 49 développée pour la saison 1970 est une évolution légère de ses devancières. Les suspensions sont modifiées pour prendre en compte de nouvelles dimensions de roues et l'aileron arrière tri-plan, conservé sur la Lotus 72A, apparaît. La Lotus 49C contribue à la victoire de Lotus et de Jochen Rindt au championnat du monde 1970.

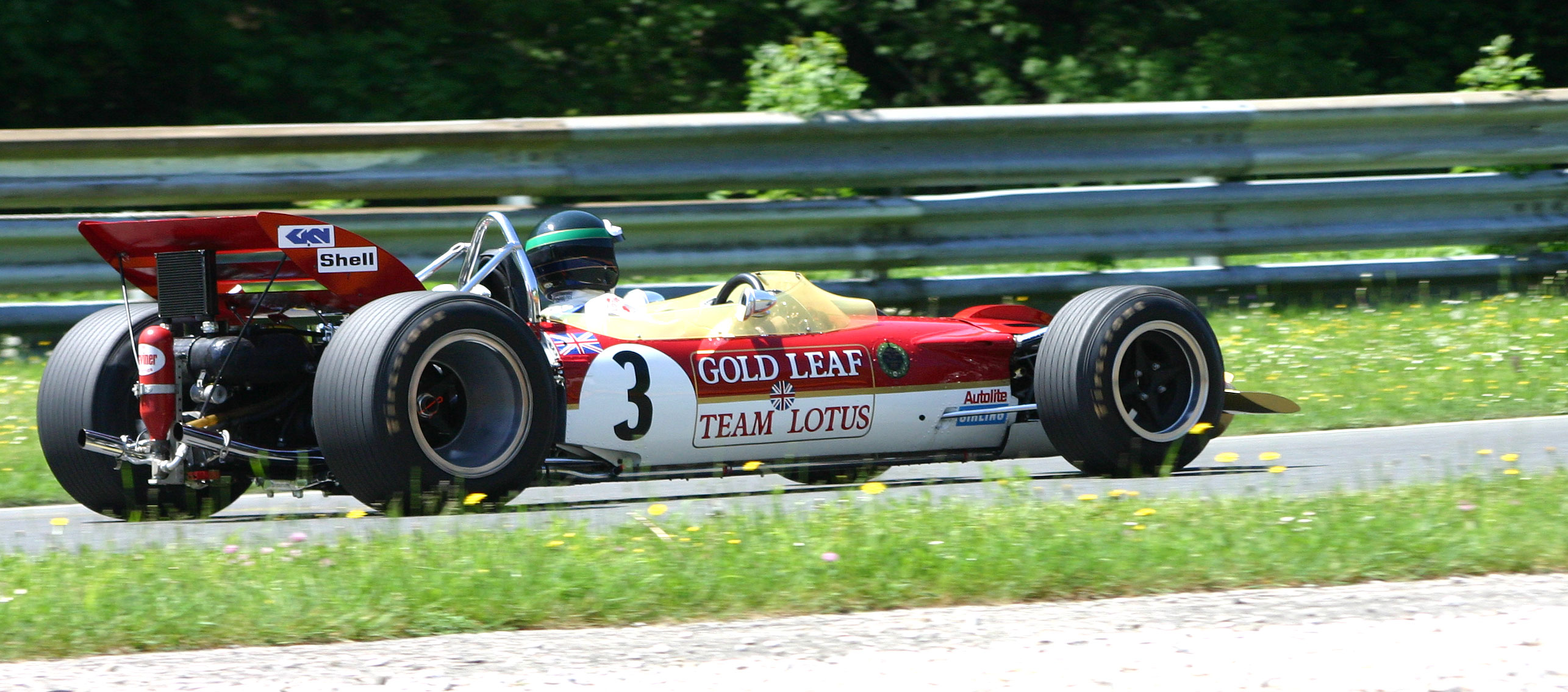
Lotus 49C (1970).